# Gora Kruglaja
Gora Kruglaja (Transkription von russisch Гора Круглая ‚Runder Berg‘) ist ein Nunatak im ostantarktischen Mac-Robertson-Land. In den Amery Peaks der Aramis Range in den Prince Charles Mountains ragt er an der Westseite des Murray Dome auf.
Russische Wissenschaftler benannten ihn deskriptiv.